# Nether Stowey
Nether Stowey est une paroisse civile et un village du Somerset, en Angleterre.